# Юн Сон Бін
Юн Сон Бін (кор. 윤성빈) — південнокорейський  скелетоніст, олімпійський чемпіон, призер чемпіонату світу. 
Золоту олімпійську медаль та звання олімпійського чемпіона Юн виборов на Пхьончханській олімпіаді 2018 року. 
Юн — перший скелетоніст із Азії, кому вдавалося виграти загальний залік кубку світу (сезон 2017-18). 

## Зовнішні посилання
- Досьє на сайті IBSF [Архівовано 15 лютого 2018 у Wayback Machine.]

## Виноски
1. ↑  https://pantheon.world/profile/person/Yun_Sung-bin
2. ↑  Men's results (PDF). Архів оригіналу (PDF) за 17 лютого 2018. Процитовано 21 квітня 2018. [Архівовано 2018-02-17 у Wayback Machine.]